# What You’re Doing
What You’re Doing (englisch für: Was Du machst) ist ein Lied der britischen Band The Beatles, das 1964 auf ihrem vierten Studioalbum Beatles for Sale veröffentlicht wurde. Komponiert wurde es von John Lennon und Paul McCartney und unter der Autorenangabe Lennon/McCartney veröffentlicht.

## Hintergrund
What You’re Doing basiert überwiegend auf den musikalischen Ideen von Paul McCartney. Das Lied wurde durch die Beziehung von McCartney zu Jane Asher inspiriert.
What You’re Doing wurde nicht in das Liverepertoire der Gruppe im Jahr 1964 aufgenommen.

## Aufnahme
What You’re Doing wurde am 29. und 30. September 1964 in den Londoner Abbey Road Studios (Studio 2) mit dem Produzenten George Martin aufgenommen. Norman Smith war der Toningenieur der Aufnahmen. Am 29. September wurden sieben und am 30. September fünf weitere Takes aufgenommen. Am 29. September 1964 wurden weiterhin noch I Don’t Want to Spoil the Party und Every Little Thing (nicht die endgültige Version) eingespielt.
Am 26. Oktober wurde What You’re Doing neu aufgenommen, insgesamt sieben Takes wurden eingespielt. Die Band nahm insgesamt 19 Takes auf, wobei der 19. Take auch für die finale Version verwendet wurde.
Die Abmischung des Liedes erfolgte am 27. Oktober 1964 in Mono und in Stereo. Die Monoabmischung von What You’re Doing beinhaltet kein Händeklatschen am Anfang des Liedes.
Besetzung
- John Lennon: Akustikgitarre, Hintergrundgesang
- Paul McCartney: Bass, Gesang
- George Harrison: Leadgitarre, Hintergrundgesang
- Ringo Starr: Schlagzeug,
- George Martin: Klavier

## Veröffentlichungen
- Am 13. November 1964 erschien in Deutschland das sechste Beatles-Album Beatles for Sale, auf dem What You’re Doing enthalten ist. In Großbritannien wurde das Album am 4. Dezember 1964 veröffentlicht, dort war es das vierte Beatles-Album.
- In den USA wurde What You’re Doing auf dem dortigen neunten Album Beatles VI am 14. Juni 1965 veröffentlicht.

## Coverversionen
Folgend eine kleine Auswahl:
- Lisa Lauren – Loves the Beatles[2]
- Carolee Goodgold – What You’re Doing[3]